# Саймон Бельмонт
Са́ймон Бельмонт (яп. シモン・ベルモンド Симон Бэрумондо, англ. Simon Belmont) — вымышленный персонаж, главный протагонист франшизы Castlevania. Герой появляется в играх Castlevania, Vampire Killer, Haunted Castle, Castlevania II: Simon’s Quest, Super Castlevania IV и Castlevania Chronicles, а также фигурирует как второстепенный персонаж в Castlevania Judgment и Castlevania: Harmony of Despair. Кроме того, он выступает в качестве бойца в файтингах в DreamMix TV World Fighters и Super Smash Bros. Ultimate. Герой был высоко оценён игровой прессой.

## Дизайн персонажа
Согласно первоначальной истории: в 1691 году Саймон Бельмонт убивает графа Дракулу, в дальнейшем эти события пересказываются в нескольких других играх серии (Castlevania, Vampire Killer, Haunted Castle, Super Castlevania IV и Castlevania Chronicles). По сюжету Castlevania II: Simon’s Quest ныне покойный Дракула накладывает проклятие на Саймона и всю Трансильванию. Боец с нечистью разрушает злые чары, собирая и сжигая останки вампира, однако в конце игры намекают, что Дракула выжил и может напасть вновь, так как его обезображенная рука поднимется из могилы. Саймон — один из двух Бельмонтов, которые сталкивались с Дракулой дважды, второй — его предок Кристофер.
В Haunted Castle у Саймона голубые волосы, и у него есть жена по имени Селена, которую Дракула похищает сразу после их свадьбы. На самом деле неизвестно, Саймон ли это вообще. В руководстве к игре он назван Саймонсом, потомком канонического Саймона, а в информационном бюллетене самой Konami фигурирует как Уильям.
Хотя Саймон первый Бельмонт появившимся во франшизе, согласно семейной родословной его предком является Леон. Проанализировав следующие части франшизы, генеалогическое древо клана выглядит следующим образом: Тревор, Кристофер, Солей, Саймон, Жюст, Рихтер, а затем Джулиус. В Castlevania: Harmony of Dissonance за Саймона можно играть в режиме Boss Rush, он выглядит точно так же, как в первой Castlevania. В Castlevania: Harmony of Despair Саймон — дополнительный персонаж, которого можно приобрести в качестве DLC, здесь также используется дизайн из оригинальной игры. Также имеется возможность докупить игровой уровень, воссоздающий замок из первой части.
Саймон Бельмонт появляется в перезагрузке серии — Castlevania: Lords of Shadow — Mirror of Fate как сын Тревора Бельмонта и Сифы Белнадес и внук Габриэля Бельмонта, позже известного как Дракула. Он стремится отомстить за убийство своих родителей и на протяжении всей игры не подозревает, что Дракула — его дед. Согласно ранней версии дизайна молодой Саймон имел внешний вид Габриэля Бельмонта, однако затем модель решили использовать для нового героя.
Дизайн Саймона для видеоигры Castlevania Judgment был разработан художником «Тетради смерти» Такэси Обатой. У героя красно-оранжевые волосы, напоминающие причёску Лайта Ягами (главного героя манги), куртка с многочисленными ремнями, обнажающая мускулистую грудь, и повязки на предплечьях. В официальном руководстве компании Bradygames говорится, что Саймону 23 года, а его рост составляет примерно 185 см (6 футов 1 дюйм). Руководитель франшизы Кодзи Игараси подчеркнул, что дизайн персонажей отличался от того, какими он их себе представлял, в частности Саймона, отметив, что это было авторское видение Обаты. Игараси добавил, что, хотя дизайн казался чужеродным, такой же была первоначальная реакция на работы Аями Кодзимы. Версия Обаты подверглась резкой критике, в частности из-за вторичности к визуальному стилю «Тетради смерти».

### Появление в других проектах
Саймон появился в мультсериале Captain N: The Game Master, наряду с персонажами других игр для Nintendo Entertainment System. Он изображен высокомерным и эгоистичным охотником на вампиров, который соревнуется с главным героем, Кевином Кином, за сердце принцессы Ланы оказывая ей знаки внимания. У Саймона есть кнут и рюкзак с различным инвентарём, который он использует на протяжении всего сериала. Критикам не понравилось анимационное воплощение персонажа. Бен Руди из Monsters and Critics заявил, что визуально он совсем не похож на своего прообраза из видеоигры, и что создатели проекта должны были проконсультироваться с разработчиками Castlevania, прежде чем начинать работу над дизайном Саймона. Представитель Comic Book Resources тоже остался недоволен «малодушным» изображением героя, посетовав, что создателям можно было бы извлечь больше из исходного материала.
Кроме того, Саймон фигурирует в нескольких видеоиграх за пределами франшизы Castlevania, включая кроссоверные файтинги DreamMix TV World Fighters (2003) и Super Smash Bros. Ultimate (2018), экшн Super Bomberman R (2017) и free-to-play проект Brawlhalla (2022). Кроме того, в честь персонажа была выпущены именные фигурки фирмами Amiibo и First 4 Figures, последняя была смоделированы на основе оригинального бокс-арта NES.

## Отзывы критиков
Редакция CBR называла Саймона лицом серии Castlevania, поскольку он был главным героем оригинальной игры, а также нескольких её продолжений. Эту точку зрения разделял журнал TheGamer, чей публицист назвал героя «лицом франшизы и Бельмонтом, с которого все началось. Саймон возглавил больше игр, чем любой другой Бельмонт в серии». В другой статье, обозреватель TheGamer охарактеризовал Саймона как самого легендарного охотника на вампиров в клане Бельмонтов.
Саймон Бельмонт занял 7-е место в рейтинге любимых видеоигровых героев редакции Nintendo Power, в статье отмечалось, что, хотя они уважают всех охотников на вампиров из этой франшизы, он был в ней первопроходцем. В другой статье журнала худшей обложкой Nintendo Power было признано изображение Саймона с отрубленной головой Дракулы в руках (сцена из Castlevania II). Причиной такого вердикта стали сотни звонков от родителей с жалобами на чрезмерную жестокость изображения. Звонившие утверждали, что из-за него детям начали сниться кошмары. Одной из запоминающихся особенностей персонажа считается его хлыст, используемый в качестве оружия, «это будет уже не Саймон Бельмонт, если он не сражается тем самым хлыстом», — отмечалось в статье CBR. По мнению GamesRadar+, Саймон Бельмонт заслуживает собственного фильма, между тем, развивая эту мысль публицист в Kotaku выразили озабоченность, что в таком проекте его могли вооружить мечом (на манер Конана-варвара), вместо кнута. Также, публицист GamesRadar+ назвал образ Саймона в Castlevania Judgment сексуальным: «его одежда в „Judgment“ представляет собой смесь ремней и кожи, обернутых вокруг обнажённого торса». В свою очередь Game Informer раскритиковал внешний вид персонажей в этой игре. Крис Морган для Yardbarker описал Саймона как одного из «самых запоминающихся персонажей олдскульных игр Nintendo».
Американский портал Complex Networks включил Саймона Бельмонта в десятку лучших охотников на вампиров из видеоигр, а также поставил на 2-е место среди лучших среди персонажей подвергавшихся радикальному редизайну.
Включение Саймона Бельмонта в состав персонажей Super Smash Bros. Ultimate было воспринято с энтузиазмом. Прежде чем это произошло, несколько игровых сайтов призывали Nintendo к такому шагу, включая GamesRadar+, Game Informer и Complex. Его называют любимым персонажем поклонников видеоигры. Обозреватель USgamer похвалил это DLC, назвав его «ностальгией по старой школе Nintendo». Редакция VentureBeat также высоко оценила труд разработчиков, которые дали шанс забытому персонажу. В свою очередь обозреватель портала Destructoid отметил: «Топор, распятие, святая вода — все [ключевые] предметы на месте, и они прекрасно сочетаются с механикой игры». Редакция Polygon отметила Саймона в числе 12 лучших персонажей Super Smash Bros. Ultimate, а журнал Paste поставил его в пятёрку. Гэвин Джаспер из Den of Geek присудил охотнику на вампиров 48-е место среди лучших бойцов видеоигры, раскритиковав его внешний вид, которому не хватает эффектности большинства других приглашенных персонажей. Журнал HobbyConsolas включил Саймона Бельмонта в список «30 лучших героев за последние 30 лет».